# Naissance en janvier 2004
Naissance
- 2000
- 2001
- 2002
- 2003
- 2004
- 2005
- 2006
- 2007
- 2008

| Date      | Nom            | Pays                   | Activités                                             | Âge de décès (si applicable) | Source |
| --------- | -------------- | ---------------------- | ----------------------------------------------------- | ---------------------------- | ------ |
| 4 janvier | Peyton Kennedy | Drapeau du Canada      | Actrice canadienne.                                   |                              |        |
| 7 janvier | Sofia Wylie    | Drapeau des États-Unis | Actrice, chanteuse, danseuse et mannequin américaine. |                              | (en)   |